# Province d'Otdar Mean Cheay
Pour les articles homonymes, voir Mean.
Otdar Mean Cheay ("Nord victorieux" en khmer, otdar dérive du sanskrit uttarā : "septentrional" et chey de jaya : "victoire") est une province du Cambodge. Elle comprend 5 districts :
- 2201 Anlong Veaeng ("fossé long")
- 2202 Banteay Ampil ("forteresse des tamariniers")
- 2203 Chong Kal ("extrémité coupée")
- 2204 Samraong ("sterculier fétide", arbre produisant une huile) ; abrite le poste frontière d'O Smach
- 2205 Trapeang Prasat ("petit étang du temple", du sanskrit prāsāda : "tour, temple")

## Démographie
|                                            | Otdar Mean Cheay | Otdar Mean Cheay | Cambodge    | Cambodge    |
| 1998                                       | 2008             | 1998             | 2008        |             |
| Population totale                          | 68 279           | 185 443          | 11 437 656  | 13 388 910  |
| Croissance de la population 1998 - 2008    | 171,6 %          | 171,6 %          | 17 %        | 17 %        |
| Taux de la population rurale               | 82,31 %          | 89,84 %          | 82,29 %     | 80,47 %     |
| Densité                                    | 11 hab./km2      | 30 hab./km2      | 64 hab./km2 | 75 hab./km2 |
| Sex-ratio (Nombre d'hommes pour une femme) | 1,02             | 1,01             | 0,93        | 0,942       |
| Taille moyenne des foyers                  | 5,3 membres      | 4,8 membres      | 5,2 membres | 4,7 membres |